# Cornucalanus notabilis
Cornucalanus notabilis is een eenoogkreeftjessoort uit de familie van de Phaennidae. De wetenschappelijke naam van de soort is voor het eerst geldig gepubliceerd in 1976 door Brodsky & Zvereva.